# Mathieu Neumuller
Mathieu Neumuller (* 12. Dezember 2003 in Mont-de-Marsan) ist ein französisch-madagassischer Skirennläufer und Olympiateilnehmer, der sich auf Riesenslalom und Slalom spezialisiert hat.

## Privates
Neumuller erlernte das Skifahren im Alter von drei Jahren. Trainiert wird er von seinem Vater, der ihm das Skifahren beigebracht hatte. Er wohnt im französischen Mont-de-Lans.

## Karriere

### Saison 2019/20
Das erste Skirennen Neumullers war ein FISCIT-Rennen am 11. Januar 2020 in La Plagne, wo er im Alter von 16 Jahren und 30 Tagen für Frankreich startete. Mit einem Rückstand von 11,38 Sekunden auf den Franzosen Maxence Horellou belegte er den 51. Platz und ließ 13 Athleten hinter sich. Am 18. Januar desselben Jahres fuhr er seinen ersten Slalom bei einem FISCIT-Rennen in Les 7 Laux, wo er mit 9,30 Sekunden Rückstand auf den Franzosen Arthur Maziere den 35. von 51 Sportlern erreichte.
Im Februar und März 2020 startete er im CIT Arnold Lunn World Cup in je zwei Riesenslaloms (in Val Thorens) und Slaloms (in Les Menuires). Dort war seine beste Platzierung der 21. Platz im ersten Riesenslalom am 22. Februar 2020 mit 7,91 Sekunden Rückstand auf den Franzosen Quentin Estienne.

### Saison 2020/21
Am 22. und 23. März 2021 bestritt Neumuller seine ersten FIS-Rennen, im ersten Slalom wurde er im zweiten Durchgang disqualifiziert und im zweiten Slalom schied er im ersten Durchgang aus.

### Saison 2021/22
Seit der Saison 2021/22 startet Neumuller für Madagaskar. Im Juni 2021 wurde dieser Nationenwechsel vom internationalen Skiverband Fédération Internationale de Ski genehmigt.
Sein bis dato einziges Ergebnis in einem FIS-Rennen ist der 70. und vorletzte Platz im Riesenslalom vom 15. Dezember 2021, wo er 13,73 Sekunden Rückstand auf den Franzosen Victor Bessière hatte. Der Letzte, der Franzose Alban Dardelet, hatte 1,54 Sekunden Rückstand auf Neumuller. Seine beste Platzierung in der Saison 2021/22 ist der 24. Platz im Riesenslalom vom 18. Dezember 2021 in La Plagne, einem FISCIT-Rennen. Dort hatte er 8,93 Sekunden Rückstand auf den Franzosen Nathanael Jean und ließ elf Läufer hinter sich. Im CIT Arnold Lunn World Cup im Januar 2022 schied er in beiden Slaloms aus.
Bei den Olympischen Winterspielen 2022 war er Fahnenträger für Madagaskar und startete im Riesenslalom und Slalom. Damit war Neumuller der erste madagassische Mann bei Olympischen Winterspielen seit Mathieu Razanakolona 2006.

## Erfolge

### Olympische Winterspiele
- Peking 2022: 41. Slalom, DNF Riesenslalom

### Weltmeisterschaften
- Courchevel/Méribel 2023: 48. Riesenslalom, 55. Slalom

### Juniorenweltmeisterschaften
- Haute Savoie 2024: 45. Riesenslalom, 55. Super-G, 58. Slalom, DNF Alpine Team Kombination

### Weiteres
- Zwei Top-30-Platzierungen in FIS-CIT-Rennen
- Ein 70. Platz in FIS-Rennen
- Zwei Top-30-Platzierungen im CIT Arnold Lunn World Cup